# Barrage d'Ighil Emda
Le barrage d'Ighil Emda est un barrage de type remblai, situé sur l'Agrioun au niveau de la commune de Kherrata, dans la wilaya de Béjaïa, région de Kabylie, en Algérie. Il est construit entre 1949 et 1953. D'une hauteur de 75 m et d'une capacité de 156 millions m3. 

## Histoire
Le barrage d'Ighil Emda est construit par l'entreprise française Campenon Bernard. Les premiers travaux démarrent le 24 août 1949, le barrage est terminé le 26 février 1953. 
Le Barrage est mis en eau septembre 1953. 

## Description
Le barrage d'Ighil Emda est de type remblai en enrochement à masque amont en béton, il mesure 75 mètres de haut, 710 mètres de longueur de crête et retient un volume de 156 millions m3 d'eau.
Le barrage d'Ighil Emda dispose d'un dispositif de soutirage des vases, composé de 3 vannes de dégravement de 2,75 m de hauteur
et 1,80 m de largeur, et de 8 pertuis de dévasement de 40 cm de diamètre.

## Exploitation
Les deux usines hydroélectriques associées sont aujourd'hui exploitées par Sonelgaz. La capacité de production de la centrale électrique d'Ighil Emda est de 24 mégawatts et celle de Darguina de 71.5 mégawatts.